# Balkh (province)
Balkh est une des 34 provinces d'Afghanistan. Située dans le nord du pays, sa capitale est Mazâr-é Charif. La province compte plus d'un million d'habitants.
Elle englobe également la ville de Balkh, l'ancienne Bactres, capitale de la Bactriane historique.

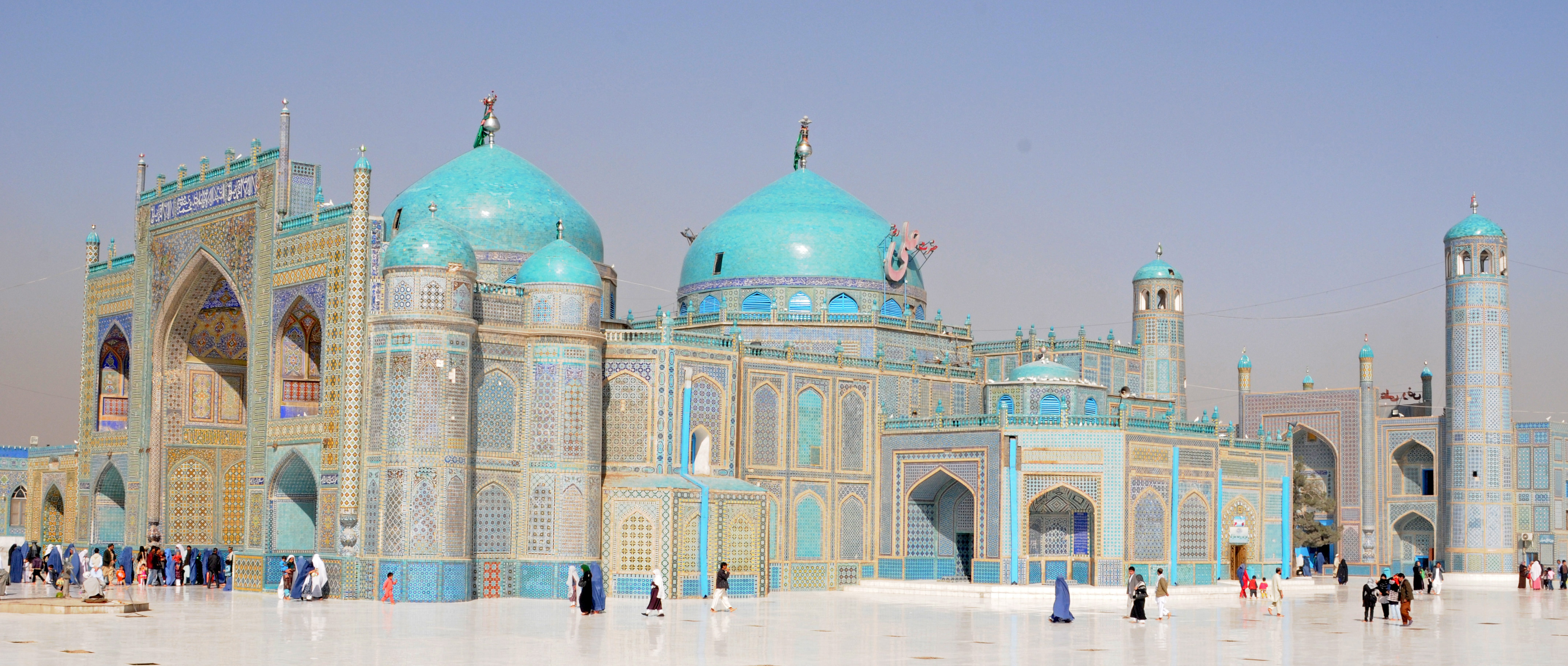
La Mosquée Sultan Ahmed, populairement connue sous le nom de Mosquée Bleue, à Mazar-e-Sharif, province de Balkh

## Démographie
Les Tadjiks et Hazaras constituent la majorité de la province. Les langues parlées sont le dari ou hazaragi (50 %), le pachto (27 %), le turkmène (11,9 %) et l'ouzbek (10,7 %).

## Politique et administration
Le 9 mars 2023, le gouverneur de la province (en), Mohammad Dawood Muzammil, est tué dans son bureau par un attentat-suicide de Daech qui fait également deux morts civils et quatre blessés (trois militaires et un civil),. Depuis, le gouverneur de la province de Kandahar, Yussef Wafa (en), assure l'intérim.  

### Découpage administratif
Liste des districts de la province de Balkh:

Districts de la province de Balkh

| District       | Population | Remarques                                      |
| -------------- | ---------- | ---------------------------------------------- |
| Balkh          | 97 055     |                                                |
| Chahar Bolak   | 69 975     |                                                |
| Chahar Kint    | 32 306     |                                                |
| Chimtal        | 81 311     |                                                |
| Dawlatabad     | 79 638     |                                                |
| Dihdadi        | 66 009     |                                                |
| Kaldar         | 17 932     |                                                |
| Khulmi         | 49 207     |                                                |
| Kishindih      | 49 083     | Subdivisée en 2005                             |
| Marmul         | 9 510      |                                                |
| Mazar-e Sharif | 375 181    |                                                |
| Nahri Shahi    | 38 791     |                                                |
| Sholgara       | 85 269     |                                                |
| Shortepa       | 30 314     |                                                |
| Zari           | 42 367     | Créée en 2005 au sein du district de Kishindih |